# 컴퓨터 과학자 목록
이 문서는 컴퓨터 과학자의 목록으로서, 컴퓨터 과학 분야에서 활동한 연구가와 저술가의 목록이다.
프로그래머로서 유명한 사람들도 여기에 일부 포함된다. 그들은 프로그래머로서 뿐만 아니라 연구가로서도 활동하였기 때문이다.
몇몇 사람들은 디지털 컴퓨터의 발명 이전의 사람들이다.  그밖에 이론 컴퓨터 과학이라고 할 수 있는 계산 복잡도 이론, 알고리즘, 정보이론과 같은 분야에서 활동한 수학자도 있다.

## A
- 루이스 폰 안 – 인간 기반 연산
- 앨프리드 에이호 – 컴파일러 도서, AWK의 'a'
- 진 암달 – 슈퍼컴퓨터 개발자,

- 찰스 배비지 (1791–1871) – 최초의 기계 컴퓨터를 발명함, 컴퓨터의 아버지
- 찰스 바크만 – 미국 출신의 컴퓨터 과학자, Integrated Data Store로 유명함
- 존 배커스 – 포트란, 배커스-나우르 표기법, 최초의 완성된 컴파일러
- 진 바틱 (1924–2011) – 프로그래머로서, 초기 진공관 컴퓨터인 에니악(1946) 프로그래밍을 함. 당시의 "프로그래밍"은 케이블, 다이얼, 스위치 등을 활용하여 회로를 물리적으로 재구성하는 것도 포함되었음. 존 모클리와 함께 BINAC(1949), 에드박(1949), 유니박(1951) 등을 연구하고 초기의 "프로그램 내장식 컴퓨터"를 개발함

- 루돌프 바이어 – B 트리
- 팀 버너스리 – 월드 와이드 웹
- 그래디 부치 – 통합 모델링 언어, 객체 관리 그룹
- 조지 불 – 불 논리
- 세르게이 브린 – 구글의 공동 창립자
- 프레더릭 브룩스 – IBM 시스템/360, OS/360, 맨먼스 미신, No Silver Bullet

## C+
- 에드윈 캐트멀 – 컴퓨터 그래픽스
- 빈트 서프 – 인터넷, TCP/IP
- 피터 첸 – 개체-관계 모델, 데이터 모델링, 개념적 모형
- 알론조 처치 –  콤비네이터, 람다 대수를 연구함
- 에드거 F. 커드 (1923–2003) – 데이터베이스 관계형 모델을 공식화 함
- 스티븐 쿡 – NP-완전
- 페르난도 J. 코바토 – 호환 시분할 시스템 (CTSS), 멀틱스
- 해스켈 커리

## D
- 휫필드 디피 (1944년 생) – 암호학에서의 공개키, 디피-헬만 키 교환
- 에츠허르 데이크스트라 – 알고리즘, Goto 문, 세마포어

## E
- 브렌던 아이크 – 자바스크립트, 모질라
- 더글러스 엥겔바트 – 창 (컴퓨팅), 하이퍼텍스트, 마우스으로 유명함

## F
- 스콧 팰만
- 로버트 플로이드 – NP-완전

## G
- 빌 게이츠 – 마이크로소프트의 공동 설립자
- 쿠르트 괴델 - 계산가능성 - 그 자체로는 컴퓨터 과학자라고 할 수 없으나, 그의 연구는 컴퓨터 과학 분야에서 매우 가치있음
- 아델 골드버그 – 스몰토크
- 제임스 고슬링 – News, 자바 (프로그래밍 언어)
- 폴 그레이엄 – Viaweb, On Lisp, 프로그래밍 언어 Arc
- 짐 그레이 – 데이터베이스

## H
- 마거릿 해밀턴 (과학자) - 고신뢰 소프트웨어 설계
- 리처드 해밍 – 해밍 부호, ACM의 창립자
- 유리스 하르트마니스 – 계산 복잡도 이론
- 제프리 힌튼
- 찰스 앤터니 리처드 호어 – 논리적이고 , 엄격한, 커뮤니케이팅 시퀜셜 프로세스 (CSP)
- 허먼 홀러리스 (1860–1929) – 천공 카드를 이용하여, 기계가 읽을 수 있는 매체에 데이터를 기록하는 방법을 찾아냄
- 그레이스 호퍼 (1906–1992) – 초기 컴파일러를 개발함: FLOW-Matic, 코볼; 유니박;

## I
- 케네스 아이버슨 – APL (프로그래밍 언어), J (프로그래밍 언어)

## J
- 데이비드 S. 존슨
- 빌 조이 (born 1954) – 썬 마이크로시스템즈, BSD UNIX, Vi, C 셸

## K
- 로버트 칸 – TCP/IP
- 앨런 케이 – 다이나북, 스몰토크, 창
- 존 조지 케메니 – 베이직
- 브라이언 커니핸 (1942년 생) – AWK의 'k'
- 스티븐 클레이니 – 클레이니 스타, 계산 가능성 이론
- 레너드 클라인록 – 아파넷, 대기행렬이론, 패킷 교환, 계층적 라우팅
- 도널드 커누스 – 컴퓨터 프로그래밍의 예술, MIX/MMIX, TeX, 문학적 프로그래밍
- 안드레이 콜모고로프 – 콜모고로프 복잡도

## L
- 레슬리 램포트 – 분산 컴퓨팅을 위한 알고리즘, LaTeX
- 버틀러 램슨
- 크리스 라트너 – 스위프트 (프로그래밍 언어), LLVM 컴파일러 인프라스트럭쳐의 창시자
- 라스무스 러도프 – PHP
- 레오니드 레빈 – 계산 복잡도 이론
- 에이다 러브레이스 – 최초의 프로그래머

## M
- 유리 마티야세비치 – 힐베르트의 열번째 문제를 해결함
- 마츠모토 유키히로 – 루비 (프로그래밍 언어)
- 존 모클리 (1907–1980) –에니악, 최초의 범용 전자계산기, EDVAC, BINAC, UNIVAC I, 최초의 상업용 컴퓨터를 설계함; Jean Bartik과 함께 에니악을 연구하고 그레이스 호퍼와 함께 유니박을 연구함
- 존 매카시 (컴퓨터 과학자) – 리스프, 인공지능
- 마빈 민스키 – 인공지능, 퍼셉트론, Society of Mind
- 폴 모카페트리스 – 도메인 네임 시스템 (DNS)
- 고든 무어 – 무어의 법칙
- 한스 모라백 – 로봇공학

## N
- 페테르 나우르 – 배커스-나우르 표기법, 알골 60
- 존 폰 노이만 (1903–1957) – 초기 컴퓨터, 폰 노이만 구조, 집합론, 함수해석학, 선구적 수학자, 선형 계획법, 양자역학
- 앨런 뉴웰 – 인공지능, 컴퓨터 구조
- 에미 뇌터
- 도널드 노먼 – 사용자 인터페이스, 사용성

## O
- 마르크 오버르마르스 (컴퓨터 과학자) – 게임 프로그래밍

## P
- 래리 페이지 – 구글의 공동 창립자
- 크리스토스 파파디미트리우
- 랜디 포시 (1960–2008) – 인간-컴퓨터 상호작용, 카네기 멜론 대학교 교수, 랜디 포시의 "마지막 강의"
- 유디 펄 – 인공지능, 검색 알고리즘
- 앨런 펄리스 – 펄 프로그래밍

## R
- 미하엘 라빈 – 비결정성 기계
- 데니스 리치 – C (프로그래밍 언어), 유닉스
- 로널드 라이베스트 – RSA 암호, MD5, RC4
- 귀도 반 로섬 – 파이썬

## S
- 제라드 솔튼 – 정보 검색
- 브루스 슈나이어 – 암호학, 보안
- 데이나 스콧 – 도메인 이론
- 아디 샤미르 – RSA 암호, 암호해독학
- 클로드 섀넌 – 정보이론
- 허버트 사이먼 – 인공지능
- 리처드 스톨먼 (1953년 생) – GNU 프로젝트
- 마이클 스톤브레이커 – 관계형 데이터베이스 이론과 실제
- 크리스토퍼 스트래치 – 표시적 의미론(denotational semantics)
- 비야네 스트롭스트룹 – C++
- 이반 서덜랜드 – 그래픽

## T~V
- 앤드루 타넨바움 – 운영 체제, 미닉스
- 켄 톰프슨 – 유닉스
- 리누스 토르발스 – 리눅스 커널, 깃 (소프트웨어)
- 앨런 튜링 (1912–1954) – 영국의 컴퓨터 분야 선구자, 튜링 기계, 알고리즘, 암호학, 컴퓨터 구조

## W
- 래리 월 – 펄 프로그래밍 언어
- 노버트 위너 – 사이버네틱스
- 모리스 윌크스 – 마이크로프로그래밍, 에드삭
- 제임스 H. 윌킨슨 – 수치해석학
- 니클라우스 비르트 – 파스칼 (프로그래밍 언어), Modula 언어, Oberon 언어
- 스티븐 울프럼 – 매스매티카
- 스티브 워즈니악 – 애플 컴퓨터에서 1세대 PC를 개발함

## Y
- 앤드루 야오

## Z
- 로트피 자데 – 퍼지 논리
- 콘라트 추제 – 하드웨어와 소프트웨어 분야의 독일 출신의 선구적인 연구자

## 같이 보기
- 프로그래머의 목록